# Humanitas (periodico)
Humanitas è una rivista mensile di cultura cattolica fondata a Brescia dal 1946 edita dalla Morcelliana.

## Descrizione
La rivista, diretta dapprima da G. Bevilacqua, M.F. Sciacca, M. Bendiscioli e M. Marcazzan, passò nel 1960, con la nuova serie, a S. Minelli e le due serie editoriali corrispondono a due fasi differenti attraversate da alcuni settori del mondo cattolico.
Nel primo periodo la rivista si presenta strutturata in diverse sezioni specialistiche coordinata da uno dei direttori: "Religione" curata da Bevilacqua, "filosofia e scienze" da Sciacca, "Storia, politica, economia" da Bendiscioli, "Critica letteraria e artistica" da Marcazzan.
La prima serie di "Humanitas" (1946-1959) predispone un progetto di "anticomunismo costruttivo"  basandosi sul confronto e sulla discussione con le differenti manifestazioni del pensiero e della cultura contemporanea, da Husserl a Kierkegaard, dall'esistenzialismo al marxismo e dà il suo contributo a fondare nell'Italia del dopoguerra una mediazione cattolica di ampio respiro.
La seconda serie, che inizia nel 1960 sotto lo stimolo del Concilio Vaticano II, vede la rivista maggiormente proiettata verso gli aspetti sociali oltre che religiosi del pensiero cattolico e del popolarismo. Le ricerche e le riflessioni religiose si fanno, in questo periodo, più problematiche  e ci si interroga con maggiore inquietudine sulla crisi dell'uomo moderno legata alla necessità di trovare una fede "più pura e più grave".